# Foissac, Gard
Foissac là một xã trong tỉnh Gard thuộc vùng Occitanie, phía nam nước Pháp. Xã Foissac, Gard nằm ở khu vực có độ cao trung bình 130 mét trên mực nước biển.